# Campeonato Asiático de Atletismo de 2023 - 800 m feminino
A prova dos 800 metros feminino do Campeonato Asiático de Atletismo de 2023 foi disputada nos dias 15 e 16 de julho de 2023, no Estádio Nacional, em Banguecoque, na Tailândia.

## Recordes
Antes desta competição, os recordes mundiais e do campeonato nesta prova eram os seguintes:
|                       | Nome                  | Nacionalidade   | Tempo     | Local   | Data                  |
| --------------------- | --------------------- | --------------- | --------- | ------- | --------------------- |
| Recorde mundial       | Jarmila Kratochvílová | Tchecoslováquia | 1m 53s 28 | Munique | 26 de julho de 1983   |
| Recorde do campeonato | Zhang Jian            | China           | 2m 01s 16 | Fukuoka | 21 de julho de 1998   |
| Recorde asiático      | Liu Dong              | China           | 1m 55s 54 | Pequim  | 9 de setembro de 1993 |

Os seguintes recordes foram estabelecidos durante esta competição:
| Data        | Evento | Atleta               | Nacionalidade | Tempo     | Notas                 |
| ----------- | ------ | -------------------- | ------------- | --------- | --------------------- |
| 16 de julho | Final  | Tharushi Dissanayaka | Sri Lanka     | 2m 00s 66 | Recorde do campeonato |

## Medalhistas
| Ouro                       | Prata             | Bronze                     |
| Tharushi Dissanayaka (SRI) | K.M. Chanda (IND) | Gayanthika Abeyratne (SRI) |

## Cronograma
Todos os horários são locais (UTC+7)
| Data        | Hora  | Evento  |
| ----------- | ----- | ------- |
| 15 de julho | 17:15 | Bateria |
| 16 de julho | 15:25 | Final   |

## Resultados

### Bateria
Qualificação: 3 atletas de cada bateria  (Q) mais os  2 melhores qualificados (q).
| Posição | Bateria | Atleta                       | Nacionalidade | Tempo   | Notas            |
| ------- | ------- | ---------------------------- | ------------- | ------- | ---------------- |
| 1       | 1       | K.M. Chanda                  | Índia         | 2:04.55 | Q                |
| 2       | 1       | Ayano Shiomi                 | Japão         | 2:05.70 | Q                |
| 3       | 1       | Gayanthika Abeyratne         | Sri Lanka     | 2:06.01 | Q                |
| 4       | 2       | Tharushi Dissanayaka         | Sri Lanka     | 2:07.16 | Q                |
| 5       | 2       | Wu Hongjiao                  | China         | 2:07.64 | Q                |
| 6       | 2       | Airi Ikezaki                 | Japão         | 2:07.95 | Q                |
| 7       | 2       | Lavika Sharma                | Índia         | 2:09.06 | q                |
| 8       | 2       | Nguyễn Thị Thu Hà            | Vietname      | 2:09.31 | q                |
| 9       | 1       | Savinder Kaur Joginder Singh | Malásia       | 2:09.59 |                  |
| 10      | 1       | Chui Ling Goh                | Singapura     | 2:09.81 |                  |
| 11      | 2       | Bernalyn Bejoy               | Filipinas     | 2:10.22 |                  |
| 12      | 2       | Angela Freitas De Araujo     | Timor-Leste   | 2:15.71 |                  |
| 13      | 1       | Ruedee Netthai               | Tailândia     | 2:21.08 | Recorde pessoal  |
| 14      | 1       | Phulmati Rana                | Nepal         | 2:22.12 |                  |
| 15      | 1       | Haneen Yaqoub                | Palestina     | 2:27.46 | Recorde nacional |
| 16      | 2       | Fasuha Ahmed                 | Maldivas      | 2:28.94 |                  |

### Final
A final ocorreu no dia 16 de julho às 15:25.
| Posição           | Atleta               | Nacionalidade | Tempo   | Notas |
| ----------------- | -------------------- | ------------- | ------- | ----- |
| Medalha de ouro   | Tharushi Dissanayaka | Sri Lanka     | 2:00.66 | ,     |
| Medalha de prata  | K.M. Chanda          | Índia         | 2:01.58 | =     |
| Medalha de bronze | Gayanthika Abeyratne | Sri Lanka     | 2:03.25 |       |
| 4                 | Airi Ikezaki         | Japão         | 2:04.21 |       |
| 5                 | Ayano Shiomi         | Japão         | 2:04.25 |       |
| 6                 | Nguyễn Thị Thu Hà    | Vietname      | 2:10.14 |       |
| 7                 | Wu Hongjiao          | China         | 2:10.78 |       |
| 8                 | Lavika Sharma        | Índia         | DNF     |       |

Legenda
| Recorde mundial       | Recorde mundial (World record)               |                       | Recorde africano                      | Recorde africano (African) |                                           | Q | Classificado por posição (Qualified) |
| Recorde do campeonato | Recorde do campeonato (Championship record)  | Recorde da América    | Recorde da América (Americas)         | q                          | Classificado por melhor tempo (Qualified) |   |                                      |
| Melhor marca do ano   | Melhor marca do ano (World leading)          | Recorde asiático      | Recorde asiático (Asian)              | DNS                        | Não largou (Did not start)                |   |                                      |
| Recorde nacional      | Recorde nacional (National record)           | Recorde europeu       | Recorde europeu (European)            | DNF                        | Não terminou (Did not finish)             |   |                                      |
| Recorde pessoal       | Recorde pessoal do atleta (Personal best)    | Recorde da Oceania    | Recorde da Oceania (Oceania)          | DSQ / DQ                   | Desclassificado (Disqualified)            |   |                                      |
| Recorde da temporada  | Recorde da temporada do atleta (Season best) | Recorde sul-americano | Recorde sul-americano (South America) | NM                         | Sem marca (No mark)                       |   |                                      |